# Tokuzō Akiyama
Pour les articles homonymes, voir Akiyama.
Tokuzō Akiyama (秋山徳蔵) est un cuisinier japonais, né le 30 août 1888, et mort le 14 juillet 1974. Qualifié de son vivant d'« Escoffier japonais », sa vie a donné lieu à plusieurs livres et séries télévisées comme The Emperor's Cook (en).